# LDRSHIP

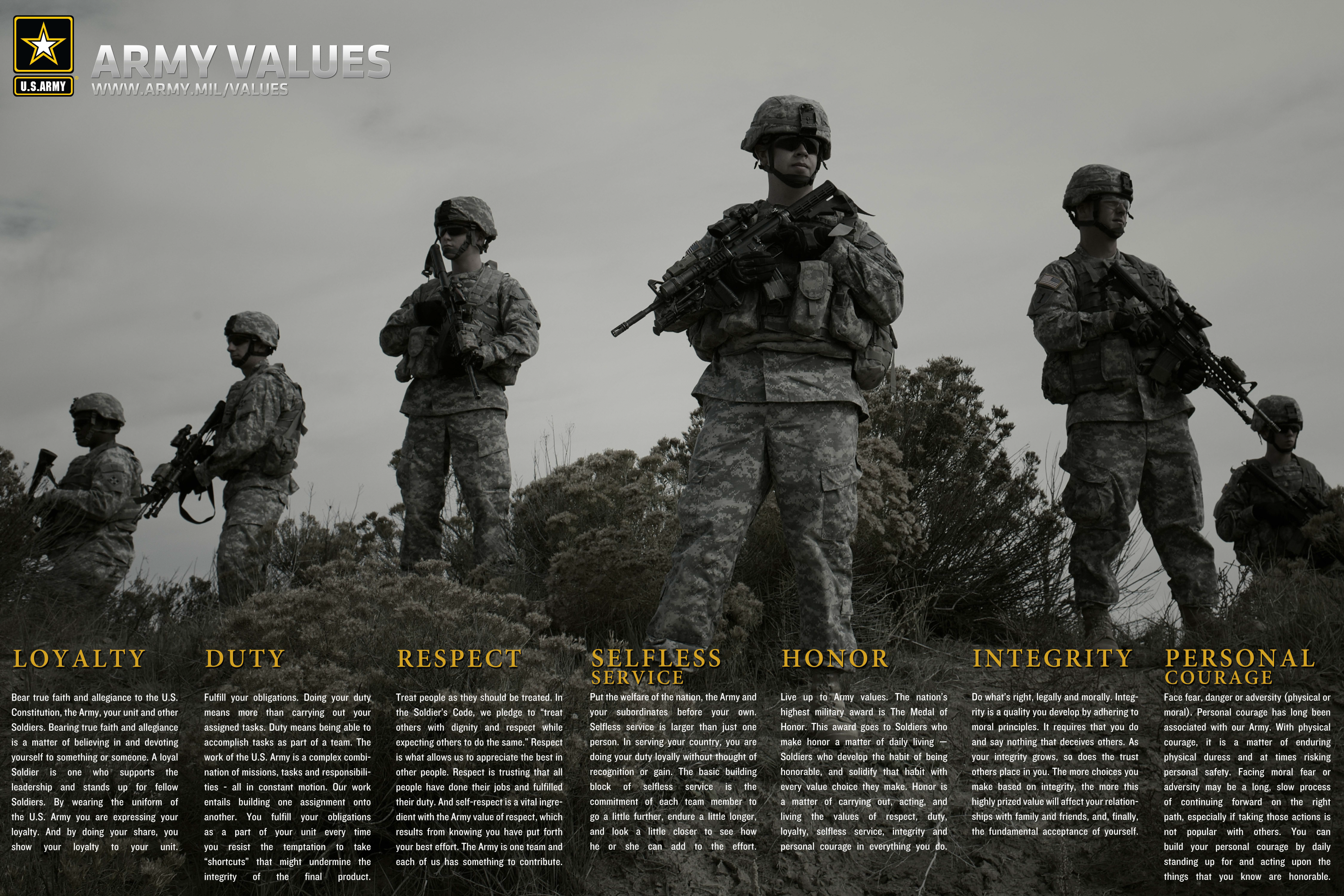
アメリカ陸軍の中心的価値観

LDRSHIPとは、アメリカ陸軍がその中心に据える基本的価値観を表すアクロニムである。「リーダーシップ」（leadership）とも読む。新兵は基礎戦闘訓練（BCT）で以下の価値観を学ぶ。
1. Loyalty（忠誠心（英語版））：合衆国憲法、陸軍、所属部隊、他の軍人に対して真の信義と忠誠を守ること（Bear true faith and allegiance to the U.S. Constitution, the Army, your unit and other Soldiers.）
2. Duty（義務）：義務を遂行すること（Fulfill your obligations.）
3. Respect（尊敬（英語版））：人々を適切に扱うこと（Treat people as they should be treated.）
4. Selfless Service（無私の奉仕（英語版）） -  己よりも国家、陸軍、部下の幸福を優先すること（Put the welfare of the nation, the Army, and your subordinates before your own.）
5. Honor（名誉）：陸軍のすべての価値観に従って行動すること（Live up to all the Army values.）
6. Integrity：（高潔）：正しいことを、合法かつ道徳的に行なうこと（Do what’s right, legally and morally.）
7. Personal Courage（個人的勇気）：不安、危険、苦境（肉体的か精神的かを問わず）に立ち向かうこと（Face fear, danger, or adversity [physical or moral].）